# Нътбуш
Нътбуш (на английски: Nutbush) е селище в окръг Хейуд, Тенеси, Съединени американски щати. Основано е в началото на 19 век от английски заселници, преселили се от Вирджиния и Северна Каролина. Населението му е около 260 души (2000).
В Нътбуш е родена певицата Тина Търнър (р. 1939).